# Abraham Rawitz

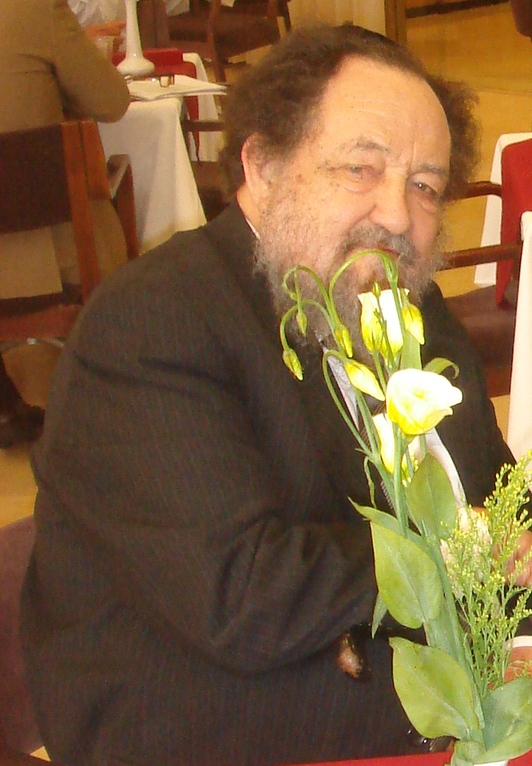
Abraham Rawitz, 2008

Abraham Rawitz (hebräisch אברהם רביץ; * 13. Januar 1934 in Tel Aviv, Völkerbundsmandat für Palästina; † 26. Januar 2009 in Jerusalem) war ein israelischer Politiker und Knessetabgeordneter.

## Biografie
Rawitz studierte am Hebron Rabbinical College, war in der Lechi-Organisation aktiv und diente danach in den Israelischen Verteidigungsstreitkräften. 1988 wurde er erstmals für die Degel-haTora-Partei in die Knesset gewählt und 1992 für das Vereinigte Thora-Judentum. Danach saß er bis zu seinem Tod 2009 jeweils abwechselnd für beide Gruppierungen in der Knesset. Rawitz war vom 25. Juni 1990 bis zum 13. Juli 1992 stellvertretender Minister für Bau- und Wohnungswesen, später war er vom 16. April 2001 bis zum 28. Februar 2003 stellvertretender Minister für Bildung, dann vom 30. März 2005 bis zum 4. Mai 2006 stellvertretender Minister für Wohlfahrt und Soziale Dienste. Er war verheiratet mit Avigayil und hatte 12 Kinder. Rawitz lebte bis zuletzt in Bayit VeGan, einem Stadtteil von Jerusalem.